# نادين فان دير فيلد
نادين فان دير فيلد (بالإنجليزية:Nadine van der Velde) ، من مواليد مدينة تورنتو الكندية ، ممثلة كندية معروفة ، شاركت في عدة أفلام ، ومنها فيلم المخلوقات.

## وصلات خارجية
- نادين فان دير فيلد على موقع IMDb (الإنجليزية)
- نادين فان دير فيلد على موقع روتن توميتوز (الإنجليزية)
- نادين فان دير فيلد على موقع ألو سيني (الفرنسية)
- نادين فان دير فيلد على موقع أول موفي (الإنجليزية)
- نادين فان دير فيلد على موقع قاعدة بيانات الأفلام السويدية (السويدية)
- نادين فان دير فيلد على موقع قاعدة بيانات الفيلم (الإنجليزية)
- نادين فان دير فيلد على موقع كينوبويسك (الروسية)
- Nadine Van der Velde at Yahoo! Movies
- Nadine Van der Velde at فليكستر  [لغات أخرى]‏
- Nadine Van der Velde at الطماطم الفاسدة